# Бруно Болкі
Бруно Болкі (італ. Bruno Bolchi; 21 лютого 1940, Мілан — 28 вересня 2022, Флоренція) — італійський футболіст, що грав на позиції півзахисника. По завершенні ігрової кар'єри — тренер.
Виступав, зокрема, за клуби «Інтернаціонале» та «Торіно», а також національну збірну Італії, ставши чемпіоном Італії, а також володарем Кубка чемпіонів УЄФА та Кубка Італії.
Як тренер очолював три клуби Серії А («Чезену» у сезоні 1982/83, «Барі» у сезоні 1985/86 та «Пізу» у сезоні 1988/89, причому в усіх трьох випадках команди не зберігали прописку в еліті), втім більшу частину кар'єри тренував нижчолігові італійські команди.

## Клубна кар'єра
Народився 21 лютого 1940 року в місті Мілан. Вихованець футбольної школи клубу «Інтернаціонале». За першу команду дебютував у віці 18 років в Серії А у виїзному матчі проти «Наполі» (0:1) 18 травня 1958. Загалом у рідному клубі провів шість сезонів, взявши участь у 109 матчах чемпіонату, в яких забив 10 голів і отримав прізвисько Maciste завдяки своїй силі та стилю гри. У 1961—1962 році Болкі був капітаном команди, після чого здобув перший серйозних успіх з клубом, вигравши титул чемпіона Італії у 1963 році та ставши володарем Кубка чемпіонів УЄФА у 1964 році.
У жовтні 1964 року Болкі перейшов до «Верони» з Серії B, але вже наступного року повернувся в Серію А, ставши гравцем «Аталанти». потім переїхав до Туріна, де закінчив свою престижну кар'єру. Більше польоті.
1965 року Болкі приєднався до складу «Торіно». Відіграв за туринську команду наступні п'ять сезонів своєї ігрової кар'єри. За цей час додав до переліку своїх трофеїв титул володаря Кубка Італії. Це став останній клуб Серії А для Бруно, в якій гравець загалом за кар'єру провів понад 200 виступів і 12 забив голів.
Завершив професійну ігрову кар'єру у клубі «Про Патрія» в Серії С, за команду якого виступав протягом 1970—1972 років, будучи в кінці кар'єри граючим тренером клубу.

## Виступи за збірну
1961 року Болкі провів чотири матчі у складі національної збірної Італії. Крім цього футболіст чотири рази грав за другу збірну і тричі за молодіжну.

## Кар'єра тренера
Розпочав тренерську кар'єру, ще продовжуючи грати на полі, 1971 року, очоливши тренерський штаб клубу «Про Патрія». Після цього Болкі працював з командами Серії D «Пістоєзе» та «Вальдінієволе», а потім з клубами Серії С «Соренто», «Мессіна» та знову «Пістоєзе». Саме з останнім клубом Бруно у сезоні 1976/77 виграв свою групу Серії С і вивів клуб до Серії В, де, втім, пропрацював лише 11 турів. Надалі очолював «Новару» (Серія С1) та «Аталанту» (Серія В).
1982 року Бруно вперше очолив клуб Серії А, ним стала «Чезена», яку фахівець не зумів рятувати від вильоту за результатами сезону 1982/83.
1983 року Болкі прийняв пропозицію попрацювати у клубі Серії С1 «Барі». У першому ж сезоні Кубка Італії команда Болкі дісталась півфіналу, вибивши на шляху «Ювентус» та «Фіорентину», ставши першою в історії турніру командою третього дивізіону, що дійшла до цієї стадії. Рекорд було повторено через більш ніж 30 років «Алессандрією» у сезоні 2015/16. Паралельно у чемпіонаті команда спочатку стала першою у Серії С1, а на наступний рік зайняла третє місце у Серії і Вийшла до елітного дивізіону. Втім і цього разу Болкі не вдалося втримати свою команду у Серії А сезону 1985/86, після чого тренер покинув клуб.
1986 року Болкі повернувся до роботи у «Чезені», з якою зайняв 3-тє місце у Серії В сезону 1986/87, вивівши клуб в еліту, втім по закінченню сезону покинув клуб.
Частину сезону 1987/88 Болкі очолював клуб Серії В «Ареццо», а 1988 року очолив свій третій і останній клуб Серії А «Пізу». Проте і цього разу в елітному дивізіоні у команди Болкі справи не пішли і 13 березня 1989 року він був звільнений.
Надалі очолював ряд клубів Серії В, з двома з яких («Лечче» у сезоні 1992/93 та «Реджина» у сезоні 1998/99) виходив до Серії В, втім у елітному дивізіоні більше так і не попрацював.
Згодом протягом 2005 року недовго очолював тренерський штаб клубу Серії С1 «Катандзаро».
23 квітня 2007 року за п'ять турів до кінця чемпіонату Болкі був призначений головним тренером «Мессіни» у Серії В, команди, яку він  вже двічі тренував у своїй кар'єрі. Йому не вдалося уникнути вильоту, після чого Болкі закінчив тренерську кар'єру.

## Титули і досягнення
- Чемпіон Італії (1):

«Інтернаціонале»: 1962–1963
- Володар Кубка Італії (1):

«Торіно»: 1967–1968
- Володар Кубка чемпіонів УЄФА (1):

«Інтернаціонале»: 1963–1964
- Чемпіон Європи (U-18): 1958

## Статистика виступів

### Статистика виступів за збірну
| Дата       | Місто     | Господарі | Результат | Гості     | Турнір            | Голи | Примітки |
| ---------- | --------- | --------- | --------- | --------- | ----------------- | ---- | -------- |
| 24-5-1961  | Рим       | Італія    | 2 – 3     | Англія    | товариський матч  | -    |          |
| 15-6-1961  | Флоренція | Італія    | 4 – 1     | Аргентина | товариський матч  | -    |          |
| 15-10-1961 | Рамат-Ган | Ізраїль   | 2 – 4     | Італія    | Відбір до ЧС 1962 | -    |          |
| 4-11-1961  | Турин     | Італія    | 6 – 0     | Ізраїль   | Відбір до ЧС 1962 | -    |          |
| Усього     |           | Матчів    | 4         |           | Голів             | 0    |          |